# Otta (stacja kolejowa)
Otta (no: Otta stasjon) – stacja kolejowa w Otta, w regionie Oppland, w Norwegii. Znajduje się na Dovrebanen, 297,24 km od Oslo Sentralstasjon. Została otwarta w 1896.